# 대한민국-콜롬비아 관계
본 문서는 대한민국과 콜롬비아의 양자관계에 대해서 다룬다.

## 역사
콜롬비아는 남북 동시 수교국인데, 1962년 3월에 남한과 관계를 더 빨리 수립하였다. 콜롬비아는 북한과 1988년에 수교하였다. 콜롬비아는 수교 이전에 한국 전쟁에 약 5천4백 명 정도의 콜롬비아군을 파병하여 대한민국을 군사적으로 지원하였으며, 이들은 콜롬비아 대대라고 불렸다. 당시 중남아메리카 국가들 중 유일하게 한국전쟁에 파병하였다는 사실은 오늘날까지 양국관계를 중요하게 지탱하고 있다. 콜롬비아는 유엔군사령부 회원국 중 하나이며, 유엔군사령부 및 유엔군사령부 군사정전위원회에 인력을 제공하고 있다. 한국도 이러한 콜롬비아의 공헌을 중요하게 생각하며, 안양함을 무상으로 양도하기도 하였다. 콜롬비아와 대한민국은 다양한 분야에서 협력하고 있으며 이는 국방 및 방산, 경제, 문화, 사회, 정치 그리고 환경 등 폭넓은 영역을 차지하고 있다.

## 관계 발전
- 1962년 외교관계 수립
- 2011년 전략적 협력 동반자 관계 격상[7]
- 2016년 한국-콜롬비아 자유무역협정 발효[4]

## 같이 보기
- 콜롬비아 대대
- 유엔군사령부
- 콜롬비아 한국전 참전 기념비
- 주한 콜롬비아 대사관
- 주콜롬비아 대한민국 대사관
- 대한민국의 대외 관계